# Maren Meinert
Maren Meinert (Duisburg, Alemania; 5 de agosto de 1973) es una entrenadora de fútbol alemana y exfutbolista que jugaba como mediocampista y delantera. Hasta 2019 dirigía la selección sub-20 de Alemania.
Como jugadora, Meinert jugó para los clubes alemanes FCR Duisburg y FFC Brauweiler Pulheim, así como para las Boston Breakers en los Estados Unidos. También representó a Alemania en la selección nacional.

## Carrera de clubes
En la primera parte de su carrera, Maren Meinert jugó en la Frauen-Bundesliga, el nivel más alto del campeonato de fútbol femenino alemán, vistiendo la camiseta de Rumeln-Kaldenhausen hasta 1997, cuando el equipo pasó a llamarse FCR Duisburg 55. Meinert jugó con el nuevo equipo hasta el final del campeonato 1999-2000. En el verano de 2000 se trasladó a Brauweiler Pulheim, que luego sería absorbido por Colonia, para jugar la temporada 2000-2001 con el club del barrio de Pulheim.
En el verano de 2001 decidió mudarse a los Estados Unidos, firmando un contrato con su compatriota Bettina Wiegmann con los Boston Breakers, equipo entonces inscrito en la Women's United Soccer Association (WUSA) y con el que finalizará su carrera. En 2003 fue votada mejor jugadora del torneo y con 81 goles marcados es la mejor anotadora de WUSA.
Meinert fue la primera jugadora incluida entre las Pillars of Excellence (Pilares de excelencia) de las Boston Breakers durante una ceremonia en el entretiempo del partido del 17 de mayo de 2009 entre las Breakers y el Washington Freedom.

## Carrera internacional
Meinert jugó para el equipo nacional alemán entre 1991 y 2003, haciendo apariciones en tres Copas Mundiales de la FIFA y en los Juegos Olímpicos 2000.
Alemania ganó el Mundial 2003 con un gol suyo en la final ante Suecia.

## Carrera como entrenadora
Meinert entrenó varios equipos juveniles para la Asociación de Fútbol alemana (DFB) de 2005 a 2019. En 2018, la DFB le ofreció a Meinert entrenar a la selección nacional femenina de Alemania después del rechazo de Steffi Jones, pero rechazó la oferta por razones personales. Menos de un año más tarde, la DFB sorprendentemente decidió no extenderle el contrato.
Después de su salida de la DFB, Meinert fue entrenadora de la selección de Irlanda y ayudante de la Selección de los Estados Unidos.

## Palmarés

### Como jugadora
FC Rumeln-Kaldenhausen
- Hallenmasters: 1995

FCR Duisburg
- Bundesliga: 
  - Ganadora: 2000
  - Subcampeona: 1997
- DFB-Pokal: 1998

Alemania
- Copa Mundial de la FIFA
  - Ganadora: 2003
  - Subcampeona: 1995
- Medalla de bronce en los Juegos Olímpicos: 2000
- Eurocopa: 1995, 1997, 2001

Individual
- MVP (jugadora más valiosa) de la Women's United Soccer Association: 2003

### Como entrenadora
Alemania
- Copa Mundial sub-20
  - Ganadora: 2010, 2014
  - Subcampeona: 2012
- Eurocopa sub-19: 2006, 2007, 2011

Individual
- Premio Felix al entrenador del año: 2010

### Reconocimientos generales
- Orden del Mérito de Renania del Norte-Westfalia